# Peregrino José Freire
Peregrino José Freire (, 1807 – Rio de Janeiro, 14 de agosto de 1887) foi um médico brasileiro.
Doutorado em medicina em 1830. Foi eleito membro da Academia Nacional de Medicina em 1865, na presidência de José Pereira Rego, com o número acadêmico 99.